# Moscou à New York
Pour plus de détails, voir Fiche technique et Distribution.
Moscou à New York (titre original : Moscow on the Hudson) est un film américain réalisé par Paul Mazursky, sorti en 1984.

## Synopsis
Un saxophoniste russe fait défection lors d'un voyage à New York et doit s'adapter au mode de vie américain.

## Fiche technique
- Titre original : Moscow on the Hudson
- Titre français : Moscou à New York
- Réalisation : Paul Mazursky
- Scénario : Paul Mazursky et Leon Capetanos
- Direction artistique : Pato Guzman
- Costumes : Albert Wolsky
- Photographie : Donald McAlpine
- Montage : Richard Halsey
- Musique : David McHugh
- Production : Pato Guzman, Paul Mazursky
- Société de production : Columbia Pictures
- Budget : 13 000 000 $
- Pays d'origine :  États-Unis
- Format : Couleurs - 35 mm - 1,85:1 - Dolby
- Genre : Comédie dramatique
- Durée : 115 minutes
- Date de sortie : 6 avril 1984

## Distribution
- Robin Williams (VF : Igor de Savitch) : Vladimir Ivanov
- María Conchita Alonso : Lucia Lombardo
- Cleavant Derricks (VF : Greg Germain) : Lionel Witherspoon
- Alejandro Rey : Orlando Ramirez
- Saveli Kramarov : Boris
- Elya Baskin : Anatoly, ancien collègue et ami d'Ivan
- Oleg Rudnik : Yury
- Aleksandr Benyaminov : grand-père de Vladimir
- Lyudmila Kramarevskaya : mère de Vladimir
- Ivo Vrzal-Wiegand : père de Vladimir
- Natalya Ivanova : Sasha
- Tiger Haynes (en) : grand-père de Lionel
- Eyde Byrde : mère de Lionel
- Robert MacBeth : beau-père de Lionel
- Donna Ingram-Young : Leanne
- Olga Talyn : Svetlana
- Aleksandr Narodetsky : Leonid
- Pierre Orcel : Young French Man
- Stephanie Cotsirilos : Veronica Cohen
- Frederick Strother : Bill
- Anthony Cortino : employé
- Betsy Mazursky : chef à Bloomingdale's
- Kaity Tong : Kaity Tong
- Royce Rich : policier de Bloomingdale's
- Christopher Wynkoop : agent Ross
- Lyman Ward : agent Williams
- Joe Lynn : homme méchant dans le métro
- Joy Todd : Blanche
- Paul Mazursky : Dave
- Thomas Ikeda : taxi coréen
- Barbara Montgomery : Mrs. Marlowe
- Dana Lorge : Wanda
- Adalberto Santiago : Latin Band Leader
- Sam Moses : Dr Reddy
- Udo Kier : homosexuel dans la rue
- Yakov Smirnoff : Lev
- Sam Stoneburner : Panama Hat
- Michael Greene : texan
- Rosetta LeNoire : juge
- Sal Carollo : oncle Sal
- Filomena Spagnuolo : mère de l'oncle Sal
- Annabella Turco : femme de l'oncle Sal
- George Kelly (en) : Wild Bill Hawthorne
- Yury Olshansky : Blozonov
- Jacques Sandulescu : chauffeur de camion
- Emil Feist : circassien
- Vladimir Tukan : homme fort
- Mark Rutenberg : dresseur
- Yuri Belov : clown
- Igor Panich : clown
- Yuri Golovshchikov : officier russe
- Sina Kasper : marchand de chaussures
- Ken Fitch : homme à la réception
- Murray Grand : pianiste à la réception
- Ann E. Wile : V.A.G. #2
- Michael T. Laide : serveur à la réception
- Linda Kerns : grosse dame à Bloomingdale's
- Armand Dahan : iranien
- José Rabelo : employé de supermarché
- Jim Goodfriend : M. Aaron
- Antonia Rey : cliente au McDonald's
- James Prendergast : Bailiff
- Brandon Rey : Carlo
- Paul Davidovsky : russe
- Andrei Kramarevsky : russe à Soho Loft
- Arkady Shabashev : chef du groupe russe
- Dina Shvarts : chanteur du groupe russe
- Bella Rosenberg : chanteur du groupe russe
- Anatoly Mogilevsky : chanteur du groupe russe
- Mikhail Shufutinskiy : chanteur du groupe russe
- Donald King : voleur
- David Medina : voleur
- Juanita Mahone : jolie fille noire
- Robert Kasel : bel homme
- Kikue Tashiro : japonaise
- Joyce R. Korbin : serveuse au coffe shop
- Luis Antonio Ramos : plongeur mexicain
- Kim Chan (en) : client chinois

## Récompenses et distinctions
- Nomination aux Golden Globe 1985 (Best Performance by an Actor in a Motion Picture - Comedy/Musical) : Robin Williams
- 2e place aux NSFC Award 1985 (Best Actor) : Robin Williams